# Спасо-Преображенская церковь (Уральск)
Спасо-Преображенская церковь — храм Уральской и Актюбинской епархии Казахстанского митрополичьего округа Русской православной церкви в городе Уральске.

## История
Деревянный храм, посвящённый Преображению Господню, существовал в Яицком городке (современный Уральск) ещё в первой половине XVIII века. В 1751 году он сгорел во время большого пожара и не был восстановлен, предположительно из-за неудачного расположения на берегу старицы. На его месте поставили часовню.
По мере расширения города возникла необходимость в новых площадях для захоронений и в 1879 году Хозяйственное правление открыло новое кладбище на северо-западе от города. В середине 1880-х было решено перенести на кладбище старую тюремную часовню. По причине малой площади (два квадратных аршина) служить в ней было невозможно, поэтому городской полицмейстер войсковой старшина В. В. Саратовцев предложил её перестроить. Атаман Н. Н. Шипов одобрил постройку, но только за счёт пожертвований и без войсковых затрат. 6 августа 1886 года, в праздник Преображения Господня, епископ Оренбургский и Уральский Макарий совершил закладку часовни, но заявил, что «было бы более желательно, чтобы вместо деревянной часовни была построена каменная с тем, чтобы впоследствии, при средствах, имелась возможность обратить ея в церковь». Был создан комитет для сбора пожертвований в составе В. В. Саратовца, старшего члена торговой депутации С. В. Бокаушина и священника А. М. Бирюкова. Средства на постройку жертвовали многие жители как в денежной, так и натуральной форме, что позволило осуществить постройку церкви из кирпича.
6 июля 1887 года началось строительство кладбищенской церкви под руководством купца Ф. И. Макарова. Проект был выбран атаманом из альбома храмовых строений. В строительстве принимали участие сотни рабочих и многие добровольцы, поэтому к началу сентября наружные работы были завершены. 1 ноября уже были подняты кресты на купола. Внутренняя отделка продолжалась до лета следующего года. 31 июля 1888 года епископ Макарий совершил освящение Спасо-Преображенской церкви. Как и другие храмы города, она была единоверческой, то есть службы в ней осуществлялись по старому обряду. Сначала богослужения поочерёдно совершали священники города, а потом в храм был определён о. Николай Голованичев.
В 1889 году построен церковный дом, в котором проживал священник и действовала церковно-приходская школа. В 1890 году в ней учились 40 новообрядных и 26 старообрядных детей. С 1890 года велись метрические книги. В начале XX века храм расширили, а под полом разместили склеп ростовских купцов братьев Рахмановых.
8 мая 1922 года Губернская комиссия по изъятию церковных ценностей конфисковала у церкви серебряные предметы общим весом 10 фунтов 24 золотника. С приходом советской власти храм перестал быть единоверческим. 11 августа 1932 года в Уральске «утонул» обновленческий епископ Уральский Антоний (Лебедев), которого похоронили возле алтаря. В 1930-х храм неоднократно обворовывали. 12 декабря 1940 года были арестованы певчие Григорий Григорьевич Еремин и Георгий Семёнович Скворцов по обвинению «в активном участии в антисоветской группе церковников-тихоновцев». Первого приговорили к пяти годам заключения, а второго к десяти. Дальнейшая судьба обоих неизвестна. 31 марта 1942 года арестована церковная староста Евдокия Ивановна Горшкова, осуждённая к пяти годам исправительно-трудовых работ.
29 сентября 1940 года городской совет постановил закрыть Спасо-Преображенский храм, так как «священник сбежал и церковь безнадзорна», но уже 24 ноября 1943 года принял решение «об открытии Преображенской церкви при условии выполнения всех ремонтных работ по зданию церкви». Ключи от храма передали о. Никифору Сальникову. Ему сослужил находящейся в ссылке иеромонах Даниил (Фомин).
15 июня 1944 года газета «Приуральская правда» опубликовала письмо о. Никифора к товарищу Сталину о внесённых им и его приходом пожертвованиях на строительство танковой колонны имени Дмитрия Донского и ответ Сталина:

Благодарю верующих общины Преображенской церкви города Уральска и лично Вас, Никифор Исидорович, за заботу о бронетанковых силах Красной Армии.

Примите мой привет и благодарность Красной Армии
5 ноября 1944 года та же газета опубликовала новое письмо о внесённых пожертвованиях и ответ Сталина:

Уральск, священнику Преображенской церкви Никифору Сальникову, церковному старосте Ларионичеву Тимофею Ильичу.

Прошу передать верующим и духовенству Преображенской церкви города Уральска, дополнительно собравшим сто тысяч рублей на строительство танков, мой привет и благодарность Красной Армии. И. Сталин
В 1950 году по инициативе протоиерея Иоанна Зорина возле храме установлен памятник воинам, погибшим во время Великой Отечественной войны. В 1962 году в храм переместили имущество закрытого властями Михайло-Архангельского собора. В 1985 году кладбище было официально закрыто.
В 2015 году освящено здание новой воскресной школы. Весной 2016 года осуществлён капитальный ремонт алтаря. 30 июня того же года установлен новый центральный купол, а 15 октября — купол колокольни. Остальные купола заменили летом 2018 года.